# باغ‌وحش تاما
باغ‌وحش تاما (به ژاپنی: 多摩動物公園) (به انگلیسی: Tama Zoological Park) یکی از دو باغ‌وحش بزرگ در توکیو پایتخت ژاپن است. باغ‌وحش تاما در هینو یکی از مناطق منطقه تاما واقع شده‌است. باغ‌وحش تاما ۵۲ هکتار مساحت دارد و در مقایسه با باغ‌وحش دیگر توکیو بنام باغ‌وحش اوئنو که مساحت آن ۱۴٫۳ هکتار است، بسیار وسیع‌تر است. در این پارک بسیار بزرگ حیوانات می‌توانند در فضایی وسیع آزادانه حرکت کنند.

## بخش‌های باغ وحش
- باغ آسیایی
- باغ آفریقایی
- باغ استرالیایی
- باغ حشرات

## رسیدن به پارک
- نخست باید به ایستگاه تاکاهاتافودو (高幡不動駅) رفت. برای رسیدن به این ایستگاه می‌توان از خطوط شرکت راه‌آهن کیئو، خط کیئو استفاده کرد. سپس از خط کیئو-دوبوتسوئن (京王動物園線) استفاده کرده و در ایستگاه بعدی بنام ایستگاه تامادوبوتسوکوئن (多摩動物公園駅) پیاده شد. به غیر از این خط می‌توان سوار تاما مونوریل (Tama Toshi Monorail Line) نیز شد. در اینصورت باغ‌وحش دو ایستگاه با ایستگاه تاکاهاتافودو فاصله دارد.
- در صورت استفاده از ماشین شخصی می‌توان از پارکینگ‌های اطراف این پارک استفاده کرد. این پارکینگ‌ها رایگان نیستند.